# Pseudagrion celebense
Pseudagrion celebense là một loài chuồn chuồn kim trong họ Coenagrionidae.
Pseudagrion celebense được Lieftinck miêu tả khoa học năm 1937.